# مونیکا دی فونزو
مونیکا دی فونزو (انگلیسی: Monica Di Fonzo؛ زادهٔ ۱۴ فوریهٔ ۱۹۷۷) بازیکن فوتبال اهل سوئیس است.
از باشگاه‌هایی که در آن بازی کرده‌است می‌توان به باشگاه فوتبال زنان فرایبورگ اشاره کرد.
وی همچنین در تیم ملی فوتبال Switzerland U-17 بازی کرده‌است.